# گاهی شادی گاهی غم
گاهی خوشی گاهی غم (به هندی: कभी खुशी कभी ग़म (کبهی خوشی کبهی غم) یک فیلم درام هندی است که در سال ۲۰۰۱ به کارگردانی و نویسندگی کاران جوهر و تهیه‌کنندگی پدرش یاش جوهر ساخته شده زیر بنر
Dharma Productions است. بازیگران فیلم در نقش اصلی شاهرخ خان، کاجول، آمیتاب باچان، جایا باچان، هرتیک روشن و کارینا کاپور هستند. رانی موکرجی هم دریک نقش کمیو حضور دارد. این فیلم داستان یک خانواده ثروتمند است که هنگامیکه پسر بزرگشان تصمیم به ازدواج با یک دختر ازطبقه اجتماعی پایین‌تر می‌گیرد، دچار مشکلاتی می‌شوند.
ساخت فیلم از سال ۱۹۹۸، زودتر از اکران نخستین فیلم کاران جوهر، داره یه اتفاقایی میفته آغاز شد. فیلم در آغاز قرار بود در جشن‌های دیوالی به نمایش درآید اما سرانجام در ۱۴ دسامبر ۲۰۰۱ در هند، بریتانیا وآمریکای شمالی اکران شد. در هنگام نمایش فیلم نقدهای گوناگونی از منتقدان دریافت کرد و واکنش‌های دوقطبی مانندی نسبت به سبک کارگردانی کاران جوهر یعنی «بزرگتر از زندگی» به دنبال داشت.
باوجود بودجه ۴۰ کروری فیلم، گاهی شادی گاهی غم یک موفقیت بزرگ در هند و بیرون از هند بود و در کل ۱۱۷ کرور فروخت. (۱۹ میلیون دلار در آمریکا). این فیلم پرفروش‌ترین فیلم هندی خارج از هند تا آن زمان شد. جالب این است که این رکورد تا پیش از این متعلق به داره یه اتفاقایی میفته فیلم قبلی کاران جوهربود و پس از ۵ سال در سال ۲۰۰۶ این رکورد توسط فیلم کبهی الوداع ناکهنا که فیلم بعدی کاران جوهر است، شکسته شد! گاهی شادی گاهی غم جوایز زیادی ازجمله ۵ جایزه از فیلم فیر به دست آورد.

## داستان
روهان ریچاند(هرتیک روشن)پسر یک تاجر پولدار به نام یاش وردهن ریچاند(آمیتاب باچان) وناندینی (جایا باچان)است. وی برادری داشته که ۱۰سال پیش خانه را به دلیل نامعلومی ترک کرده و دیگر برنگشته.
روهان از مادربزرگ‌هایش می‌خواهد که حقیقت را بگویند و آن‌ها تعریف می‌کنند که برادر او، راهول(شاهرخ خان)سال‌ها پیش عاشق دختری به نام آنجلی شرما(کاجول)شده اما پدرش او را قبول نکرده و از خانواده طرد کرده‌است. راهول هم به همراه آنجلی و خواهر آنجلی، پوجا، به لندن رفته‌اند. سپس روهان به لندن می‌رود
تا برادرش را که هم‌اکنون به همراه همسرش، پسرش و خواهر همسرش، پوجا، (کرینا کاپور)زندگی خوبی دارد
را برگرداند. روهان به بهانهٔ گرفتن فوق لیسانس به لندن برای پیدا کردن راهول می‌رود و در دانشکده ای که پوجا درس می‌خواند درس می‌خواند. پوجا به لحظه دیدن روهان عاشق او می‌شود ولی بروز نمی‌دهد. روهان واقعیت را به پوجا می‌گوید و از او کمک می‌خواهد پوجا راهول را متقاعد می‌کند روهان پیش آنها بماند اما به راهول نمی‌گوید که روهان برادر اوست روهان خودش را یاش معرفی می‌کند و سعی می‌کند به‌طور غیر مستقیم راهول را متقاعد به برگشت کند. روز جشن دانشکده، پوجا از روهان دعوت می‌کند تا همراه او باشد ولی روهان به او کم‌محلی می‌کند و قلب پوجا می‌شکند و در جشن به دوستانش می‌گوید از روهان متنفر است و در همان لحظه روهان از بلندگو به همه می‌گوید که عاشق پوجا است. در جشن مدرسهٔ پسر راهول کریش راهول می‌فهمد که روهان برادر اوست. راهول متوجه می‌شود پوجا و روهان هم را دوست دارند و در یک شب آن دو را نامزد اعلام می‌کند. روهان که می‌خواهد پدرش را با راهول آشتی دهد نقشه ای می‌ریزد و پدر و مادرش را به لندن می‌کشاند و پدر روهان می‌فهمد که روهان به او دروغ گفته‌است و وقتی روهان به او می‌گوید که می‌خواهد با پوجا ازدواج کند پدرش بسیار عصبانی شده و روهان را از دیدار با پوجا منع می‌کند. مادر روهان با همسرش صحبت می‌کند و به او می‌گوید که رفتن راهول و تاریک شدن زندگی آنها تقصیر او است یاش بعد از شنیدن این حرف‌ها نرم می‌شود ولی غرورش اجازه نمی‌دهد که پیش راهول برود به پیشنهاد آنجلی، راهول و آنجلی به خانه یاش میرند یاش وقتی آنها را می‌بیند راهول را در آغوش می‌گیرد و از روهان معذرت خواهی می‌کند و در روز بعد روهان با پوجا ازدواج می‌کند.

## بازیگران
- شاهرخ خان در نقش راهول ریچاند
- کاجول در نقش آنجلی شرما
- آمیتاب باچان در نقش یاشوردهن ریچاند
- جایا باچان در نقش ناندینی ریچاند
- هرتیک روشن در نقش روهان ریچاند
- کارینا کاپور در نقش پوجا «پو» شرما
- رانی موکرجی در نقش ننا کاپور
- فریده جلال در نقش سعیده

## موسیقی
| شماره# | شعر                                       | خواننده(ها)                                                                      | مدت  |
| ------ | ----------------------------------------- | -------------------------------------------------------------------------------- | ---- |
| ۱      | کبهی خوشی کبهی غم (گاهی شادی گاهی غم)     | لاتا منگشکار                                                                     | ۷:۵۵ |
| ۲      | "بوله چوریا (النگوها میگن)"               | آلکا یاگنیک، سونو نیگم، کاویتا کریشنامورتی، اودیت نارایان، آمیت کومار            | ۶:۵۰ |
| ۳      | "یوآر مای سونیه (تو عشق منی)"             | آلکا یاگنیک، سونو نیگم                                                           | ۷:۰۸ |
| ۴      | "سورج هو مامتم (خورشید داره غروب می کنه)" | آلکا یاگنیک، سونو نیگم                                                           | ۷:۰۸ |
| ۵      | "سی شاواشاوا (بگید شاوا شاوا)"            | آلکا یاگنیک، سونیدی چوهان، سودش بنسل، اودیت نارایان، آدش شریواستاو، آمیتاب باچان | ۶:۵۰ |
| ۶      | "یه لرکاهی الله (اوه خدایا، این پسره..)"  | آلکا یاگنیک، اودیت نارایان                                                       | ۵:۲۸ |
| ۷      | "کبهی خوشی کبهی غم-غمگین (قسمت اول)"      | سونو نیگم                                                                        | ۱:۵۳ |
| ۸      | "دیواناهه دکو (ببین این دیوونه است)"      | سونو نیگم، آلکا یاگنیک، کرینا کاپور                                              | ۵:۴۶ |
| ۹      | "کبهی خوشی کبهی غم-غمگین (قسمت دوم)"      | لاتا منگشکار                                                                     | ۱:۵۳ |
| ۱۰     | "روح گاهی شادی گاهی غم"                   | موسیقی سازی                                                                      | ۲:۱۸ |
| ۱۱     | "ونده ماترم"                              | اوشا اوتاپ، کاویتا کریشنامورتی                                                   | ۴:۱۵ |

## جوایز
| جشنواره                         | جایزه                                | نامزد                                    | نتیجه    |
| ------------------------------- | ------------------------------------ | ---------------------------------------- | -------- |
| جوایز فیلم فیر                  | بهترین بازیگر زن                     | کاجول                                    | برنده    |
| جوایز فیلم فیر                  | بهترین بازیگر نقش مکمل زن            | جایا باچان                               | برنده    |
| جوایز فیلم فیر                  | بهترین دیالوگ                        | کاران جوهر                               | برنده    |
| جوایز فیلم فیر                  | بهترین کارگردانی هنری                | شارمیشتاروی                              | برنده    |
| جوایز فیلم فیر                  | بهترین صحنه سال                      | گاهی شادی گاهی غم                        | برنده    |
| جوایز فیلم فیر                  | بهترین فیلم                          | گاهی شادی گاهی غم                        | نامزدشده |
| جوایز فیلم فیر                  | بهترین کارگردان                      | کاران جوهر                               | نامزدشده |
| جوایز فیلم فیر                  | بهترین بازیگر مرد                    | شاهرخ خان                                | نامزدشده |
| جوایز فیلم فیر                  | بهترین بازیگر نقش مکمل مرد           | آمیتاب باچان                             | نامزدشده |
| جوایز فیلم فیر                  | بهترین بازیگر نقش مکمل مرد           | هرتیک روشن                               | نامزدشده |
| جوایز فیلم فیر                  | بهترین بازیگر نقش مکمل زن            | کرینا کاپور                              | نامزدشده |
| جوایز فیلم فیر                  | بهترین کارگردانی موسیقی              | جاتین لالیت                              | نامزدشده |
| جوایز فیلم فیر                  | بهترین شعر                           | آنیل پاندی (سورج هو مامتم)               | نامزدشده |
| جوایز فیلم فیر                  | بهترین شعر                           | سمیر (کبهی خوشی کبهی غم)                 | نامزدشده |
| جوایز فیلم فیر                  | بهترین خواننده مرد                   | سونو نیگم (سورج هو مامتم)                | نامزدشده |
| اسکرین اواردز                   | بهترین بازیگر زن                     | کاجول                                    | برنده    |
| اسکرین اواردز                   | زوج شماره یک                         | شاهرخ خان وکاجول                         | برنده    |
| ولنسینس اینترنشنال فیلم فستیوال | بهترین فیلم (جایزه ویژه هیئت داوران) | گاهی شادی گاهی غم                        | برنده    |
| ولنسینس اینترنشنال فیلم فستیوال | بهترین فیلم (جایزه بینندگان)         | گاهی شادی گاهی غم                        | برنده    |
| ولنسینس اینترنشنال فیلم فستیوال | بهترین فیلم (جایزه استیودنت)         | گاهی شادی گاهی غم                        | برنده    |
| ولنسینس اینترنشنال فیلم فستیوال | بهترین بازیگر زن                     | کاجول                                    | برنده    |
| ولنسینس اینترنشنال فیلم فستیوال | جایزه بلونورد                        | جاتین لالیت، آدش شریواستاو، سندش شاندلیا | برنده    |
| جوایز آیفا                      | بهترین بازیگر نقش مکمل زن            | جایا باچان                               | برنده    |
| جوایز آیفا                      | بهترین خواننده مرد                   | سونو نیگم (سورج هو مامتم)                | برنده    |
| جوایز آیفا                      | بهترین دیالوگ                        | کاران جوهر                               | برنده    |
| جوایز آیفا                      | بهترین کارگردانی هنری                | شارمیشتا روی                             | برنده    |
| جوایز آیفا                      | بهترین بک گراند اسکور                | بابلو چاکراورتی                          | برنده    |
| جوایز آیفا                      | بهترین ضبط صدا                       | آنیل ماتور وناکول کانته                  | برنده    |
| جوایز آیفا                      | بهترین طراحی لباس                    | منیش ملهوترا                             | برنده    |
| جوایز آیفا                      | بهترین گریم                          | میکی کنتراکتر                            | برنده    |
| جوایز زی سینه                   | بهترین خواننده مرد                   | سونو نیگم (سورج هو مامتم)                | برنده    |
| جوایز زی سینه                   | اجرای برجسته-زن                      | کاجول                                    | برنده    |

## نکات جزئی

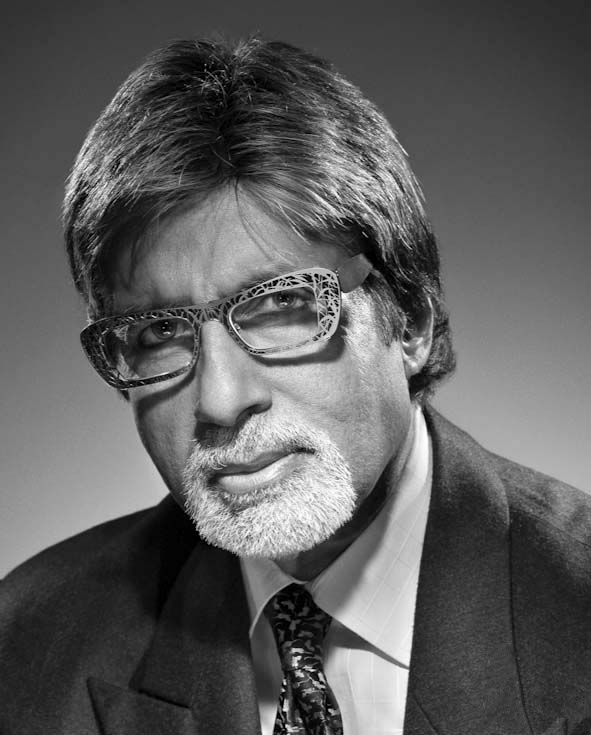
آمیتا باچان هنرپیشه مطرح و مشهور هندی

این فیلم شباهت‌هایی به فیلم قبلی کاران جوهر، کوچ کوچ هوتاهه دارد. در آن فیلم هم نام شخصیت‌های اصلی راهول و آنجلی شرماست. نیمه اول داستان فلاش بک است و باز هم یک نفر سعی دارد شخصیت هارادورهم جمع کند. در گاهی شادی گاهی غم، راهول به آنجلی می‌گوید: من از جوک خوشم نمیاد؛ و آنجلی جواب می‌دهد:منم از تو خوشم نمیاد. البته درفیلم قبلی کاران جوهر این گفتگو برعکس بود. درآهنگ «سورج هو مامتم»، قسمت کوتاهی از یکی ار آهنگ‌های کوچ کوچ هوتاهه پخش می‌شود. رانی موکرجی هم
که در این فیلم یک نقش کوتاه دارد، مانند فیلم قبلی سرراه به هم رسیدن راهول و آنجلی می‌شود.
لوگویی که بر روی هلیکوپترهایشان داده می‌شود، لوگوی شرکت یاش راج فیلمز است اما در این فیلم به عنوان لوگوی شرکت یاش ریچاند از آن استفاده می‌شود.
آبیشک باچان یک حضور افتخاری درفیلم داشت اما در نهایت از کارگردان خواست که صحنه را حذف کند.
تصور می‌شد که آیشواریا رای هم درفیلم حضوردارد.
آمیتاب باچان و جایا باچان با آهنگ معروف «آتی کیا کاندالا» می‌رقصند که این آهنگ متعلق به اولین فیلم مطرح و پرفروش رانی موکرجی، «غلام» است.